# 2 Days to Vegas
2 Days to Vegas (tạm dịch: 2 ngày tới Vegas) là trò chơi hành động phiêu lưu góc nhìn thứ ba dự kiến phát hành do hãng Steel Monkeys phát triển. Game lấy bối cảnh tại một số thành phố lớn trên khắp Hoa Kỳ và diễn ra trong một khoảng thời gian 48 giờ. 2 Days to Vegas dự kiến phát hành cho các hệ máy Microsoft Windows, PlayStation 3 và Xbox 360. Trong khi game đã được phát triển trong gần tám năm, không có công bố chính thức về ngày phát hành.

## Cốt truyện
2 Days to Vegas nói về một tên tù nhân được thả ra gần đây tên Vinny phải ra tay cứu giúp người em trai là Tony đang gặp rắc rối ở Las Vegas. Trong suốt 48 giờ, người chơi sẽ phiêu bạt ngang dọc nước Mỹ, thỉnh thoảng dừng lại giải quyết một số vụ việc ở các thành phố lớn trên đường đến Las Vegas. Cho đến nay, các địa điểm xác nhận bao gồm New York và Las Vegas.

## Phát triển
Việc phát triển trò chơi đã bắt đầu vào năm 2003 tại studio Glasgow nay không còn tồn tại của Steel Monkeys. Khi hãng Steel Monkeys ở Anh đóng cửa, công đoạn sản xuất của trò chơi được chuyển sang studio Steel Monkeys thứ hai được thành lập tại Minsk, Belarus. 
Ngày 11 tháng 2 năm 2009, lời xác nhận từ Steel Monkeys rằng 2 Days to Vegas vẫn còn đang trong quá trình phát triển do IGN tiếp nhận.
Theo trang web chính thức của Steel Monkeys, 2 Days to Vegas vẫn còn trong quá trình xây dựng vào tháng 1 năm 2012.

### Đồ họa
Tháng 8 năm 2006, Steel Monkeys công bố họ sẽ sử dụng công nghệ AGEIA PhysX SDK và phần mềm Vật lý NovodeX cho các giải pháp vật lý của họ. Hãng cũng đã cấp giấy phép SpeedTreeRT SDK của IDV Inc, sẽ giúp tạo ra thực vật ảo trong TPS.
Tại GDC năm 2007, Steel Monkeys đã tung ra các tấm ảnh chụp mới của trò chơi mà viên quản lý của Steel Monkeys đảm bảo yếu tố thời gian thực và chưa diễn hoạt trước. Ngày 22 tháng 1 năm 2008, PlayStation Universe tổ chức hai ngày độc quyền, nơi họ tiết lộ hai mươi tấm ảnh chụp mới và hai đoạn phim mới của 2 Days to Vegas.
Steel Monkeys chọn mua 2 hệ thống Capture Motion cho MoCap trong game trái với việc gia công phần mềm. Thay vào đó là hệ thống quang học phổ biến hơn, Steel Monkeys đã chọn một hệ thống quán tính. Những khả năng không dây cùng với tính di động đã cho phép Steel Monkeys sử dụng môi trường xung quanh hàng ngày như các tập hợp, thay vì phải xây dựng tập hợp trong phạm vi hoạt động quang bị giới hạn.